# Magrunner: Dark Pulse
Magrunner: Dark Pulse — компьютерная игра в жанре экшен-головоломки с видом от первого лица, разработанная и изданная Frogwares. Выход на персональном компьютере состоялся 20 июня 2013 года. 23 октября и 25 октября соответственно запланирован выход игры на консолях Xbox 360 (в сервисе Xbox Live Arcade) и PlayStation 3 (в сервисе PlayStation Network).

## Сюжет
Стилистика игры — мир будущего и высоких технологий (киберпанк) 2050 года, совмещенный с миром Ктулху, созданным писателем Говардом Лавкрафтом.
Главный герой по имени Декс (англ. Dax) является одним из семи маграннеров (англ. Magrunners; дословно: бегущих с магнитами), избранным для участия в космической программе корпорации MagTech.

## Игровой процесс
Игра выполнена в жанре экшен-головоломки. Игроку, управляющему Дексом, вооруженному специальной перчаткой, предстоит решать различные пространственные головоломки, которые основаны на взаимодействии намагниченных объектов. Используется вид от первого лица.

## История разработки
Работа над игрой началась в 2011 году сотрудниками компании Frogwares. Они были выделены в отдельную внутренюю студию, 3 AM Games. Ее планировалось использовать для создания экспериментальных игр, однако, помимо Magrunner, никаких проектов под маркой этой подстудии разработано более не было.
В какой-то момент часть наших сотрудников захотела продвинуться дальше, развивая приключенческий жанр, добавить немного динамики в наши игры. Именно так появилось новая подстудия, 3 АМ Games.Ольга Рыжко, Frogwares
Для разработки был выбран сторонний игровой движок — Unreal Engine 3. После года разработки была написана история и создано двадцать пять уровней, а также закончены спецификации дизайна для всех 41 уровней.
Сценарий игры несколько раз пересматривался, менялось название, имя главного героя. Так, первоначально игра могла быть названа NYC, что происходило бы от: N — Newton (Ньютон), Y = Yoshi (Йоши, ранний вариант имени главного героя) и C — Cthulhu (Ктулху).
Однако идея совмещения мира будущего с мифами Ктулху также появилась не сразу, сначала предполагалось, что в игре будут головоломки в «чистом» научно-фантастическом антураже. Portal и Portal 2, с которыми сравнивается игра, являлись, согласно интервью с разработчиками, вдохновителями, однако при создании Magrunner: Dark Pulse авторы старались идти по собственному пути. Примечательно, что тема мифов Ктулху уже ранее затрагивалась в игре Frogwares — Sherlock Holmes: The Awakened («Шерлок Холмс: Секрет Ктулху»).
По состоянию на июль 2012 года было известно о вложенных в игру 800 тысячах евро. Для поддержания разработки 3 АМ Games решила обратиться к сервису краудфандинга (финансирование игры с привлечением игроков) — Gamesplanet Lab. Предполагалось, что если удастся собрать 100 тысяч евро, в игру будет добавлен многопользовательский режим, если 200 тысяч — будет выпущена версия для Mac, нанят известный композитор и созданы новые уровни для однопользовательской игры; если удастся собрать 300 тысяч — будет записано озвучивание на пяти европейских языках, а если будет собрано 400 тысяч — будут выпущены версии для iPad и Apple TV.
В конечном итоге, игра была частично профинансирована при помощи вышеуказанной системы привлечения средств (было собрано 110 000 евро). Незадолго до выхода, игроки, поддержавшие разработку, получили возможность оценить бета-версию игры. Выход игры состоялся при участии Frogwares и издателя Focus Home Interactive; таким образом, игра — совместный проект 3 AM Games и Frogwares.
20 июня 2013 года игра вышла на персональном компьютере под управлением ОС Windows, в сервисах Steam и GOG, а также в коробочном издании (зарубежным розничным издателем стала Focus Home Interactive, в России — «1С-СофтКлаб», игра вышла с русскими субтитрами). 23 и 25 октября того же года состоялся выход версий для Xbox 360 и PlayStation 3.

## Рецензии и оценки
| Сводный рейтинг    | Сводный рейтинг    |
| Агрегатор          | Оценка             |
| ------------------ | ------------------ |
| GameRankings       | 67,14 %            |
| Metacritic         | 70/100 (ПК)        |
| Иноязычные издания |                    |
| Издание            | Оценка             |
| IGN                | 6,8 из 10(ПК)      |
| PC Gamer (US)      | 66 % из 100 % (ПК) |
| Examiner           | 5 из 5 (ПК)        |
| SelectButton       | 8,5 из 10 (ПК)     |
| Darkstation        | 9,5 из 10 (ПК)     |

Игра была положительно встречена специализированной прессой. Общая оценка на Metacritic составляет 70/100.